# Плесо (Верховазький район)
Пле́со (рос. Плёсо) — присілок у складі Верховазького району Вологодської області, Росія. Входить до складу Липецького сільського поселення.

## Населення
Населення — 22 особи (2010; 28 у 2002).
Національний склад (станом на 2002 рік):
- росіяни — 100 %